# Ukonsaari (ö i Södra Karelen, Villmanstrand, lat 61,22, long 27,64)
Ukonsaari är en ö i Finland. Den ligger i sjön Kuolimo och i kommunen Savitaipale i den ekonomiska regionen  Villmanstrands ekonomiska region  och landskapet Södra Karelen, i den södra delen av landet, 190 km nordost om huvudstaden Helsingfors. Öns area är 12,6 hektar och dess största längd är 0,6 kilometer i öst-västlig riktning.